# Briguel
Briguel, pseudonimo di Nuno Miguel Pereira Sousa (Funchal, 8 marzo 1979), è un ex calciatore portoghese, di ruolo difensore.

## Carriera

### Club
Nato a Funchal, sull'isola di Madera, Nuno Miguel Pereira Sousa viene soprannominato Briguel per via della sua somiglianza fisica con l'ex difensore della nazionale tedesca Hans-Peter Briegel, con il quale condivideva pure la stessa posizione in campo. Ha giocato per tutta la sua carriera esclusivamente con la maglia della squadra della sua città natale, il Marítimo. Debutta tra le file dei rosso-verdi alla prima giornata della Primeira Liga 2000-2001 in casa dell'Alverca (match terminato 0-0).
Il 17 dicembre 2014 raggiunge le 700 presenze complessive col Marítimo e si ritira all'età di 37 anni al termine della stagione 2015-2016, in cui disputa dieci incontri.
Dopo aver appeso gli scarpini al chiodo, nell'estate 2017 rimane nei ranghi della società di Madera, diventandone un dirigente.

### Nazionale
Ha raccolto 5 presenze con la maglia della Nazionale portoghese Under-21, con la quale ha preso parte agli europei Under-21 del 2002.